# Zeltschach, Krka
Zeltschach je naselje v Občini Krka v Okraju Šentvid ob Glini na Koroškem v Avstriji.